# Comuna Zubîlne, Lokaci
Zubîlne (în ucraineană Зубильне) este o comună în raionul Lokaci, regiunea Volînia, Ucraina, formată din satele Semerînske, Sirnîcikî și Zubîlne (reședința).

## Demografie
Componența lingvistică a satului Zubîlne
     Ucraineană (99,6%)
     Alte limbi (0,4%)
Conform recensământului din 2001, majoritatea populației satului Zubîlne era vorbitoare de ucraineană (99,6%), existând în minoritate și vorbitori de alte limbi.